# Charles Baudelaire

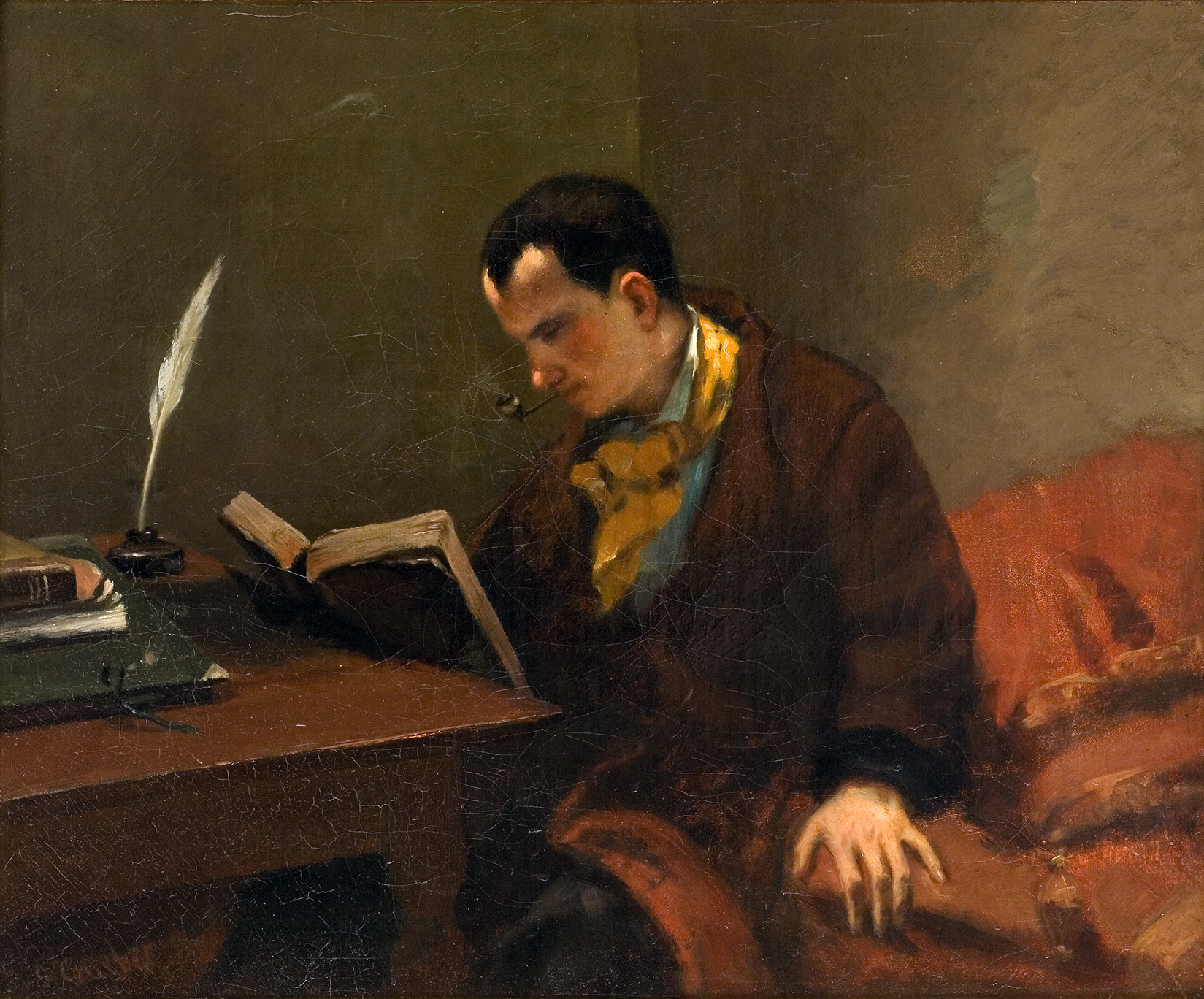
Baudelaire door Gustave Courbet, 1848-1849

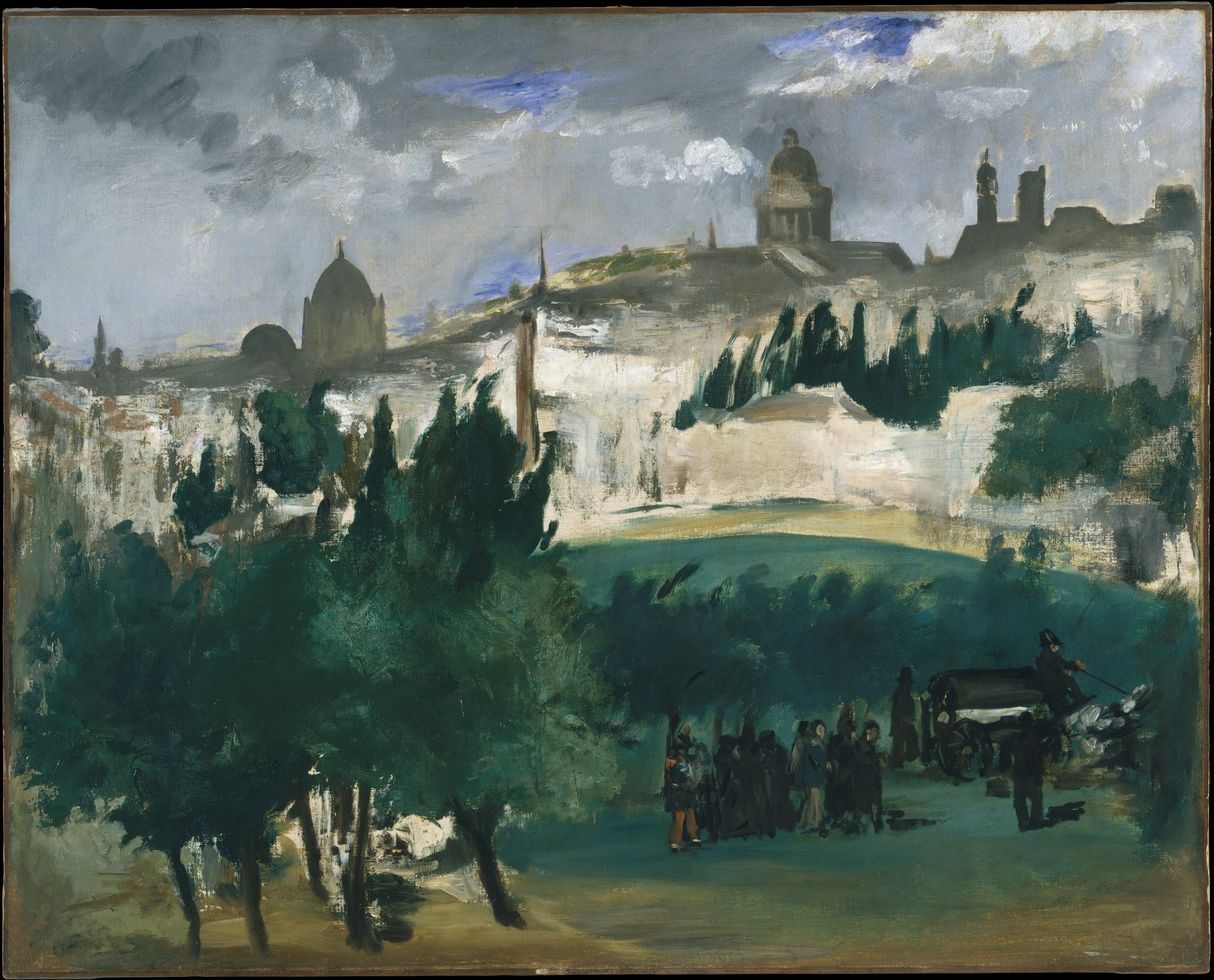
De begrafenis - Édouard Manet
Dit schilderij is waarschijnlijk een voorstelling van de begrafenis van Baudelaire op 2 september 1867.

Charles Pierre Baudelaire (Parijs, 9 april 1821 – aldaar, 31 augustus 1867) was een Frans dichter en kunstcriticus. Zijn bekendste dichtbundel is Les Fleurs du mal.

## Biografie
Baudelaire werd geboren als zoon van Joseph-François Baudelaire (1759-1827), een uitgetreden priester en een ontwikkeld man, die warmliep voor de ideeën van de Verlichting en een liefhebber was van schilderkunst. Hij overleed toen Charles vijf jaar oud was. Zijn moeder Caroline was vierendertig jaar jonger dan zijn vader. Toen Baudelaire zeven was hertrouwde zijn moeder met een bataljonscommandant, generaal Jacques Aupick (1789-1871). In zijn jonge jaren was Charles erg gesteld op zijn stiefvader en vice versa. Op latere leeftijd zouden de twee op grote onenigheid stuiten. In 1836 werd Charles ingeschreven in het Parijse Lycée Louis-le-Grand, waar hij in 1839, om een kleinigheid tijdens de filosofieles vanaf werd gestuurd. Daarna ging hij het leven leiden van een bohemien met talrijke vriendinnen, en stak zich diep in de schulden.
In 1841 legde zijn stiefvader hem een bootreis naar Indië op wegens zijn 'schandalige gedrag'. Charles brak zijn reis echter halverwege af, en vanuit Mauritius keerde hij met een ander schip terug. Gedichten als A une Dame créole, L'albatros en Parfum exotique zijn geïnspireerd op  deze reis. 
In 1842 eiste hij het vruchtgebruik van zijn fortuin op. De helft ervan joeg hij er in twee jaar door, waarna hij door zijn familie onder financiële curatele werd gesteld. Hij ontmoette de mulattin Jeanne Duval die hem inspireerde tot Le serpent qui danse en Parfum exotique. Hij vond werk als journalist-satiricus en kunstcriticus en begon in 1843 aan Les fleurs du mal, zijn bekendste dichtbundel. In 1847 publiceerde hij de novelle La Fanfarlo. Daaruit blijkt zijn minachting voor zijn omgeving, zijn zelfhaat én zijn oververfijnde geest.
In zijn verslagen van de Salons van 1845 en 1846 schreef hij: "Wie Romantiek zegt, zegt moderne kunst, dat wil zeggen: innerlijk, spiritualiteit, kleur, een streven naar het oneindige met alle middelen die de kunst biedt."

Baudelaire was atheïst. Tijdens de Februarirevolutie van 1848 stond hij op de barricaden.
Teleurgesteld in de afloop van de revolutie - de burgerij trok aan het langste eind - trok Baudelaire weg uit Parijs en trachtte hij de kost te verdienen bij regionale dagbladen. Edgar Allan Poe was net door zwaar drankmisbruik om het leven gekomen en Baudelaire zag het als zijn taak om elk verhaal van de grote Amerikaanse schrijver in het Frans te vertalen en vestigde daarmee, zowel in Europa als Amerika definitief Poe's status. Onder invloed van De Maistre en Poe ging zijn revolutionair romantisch vuur over in een zeker conservatisme. Hij vertaalde Poe's Fantastische vertellingen en Poetic Principle.

Daarin vond Baudelaire de esthetica van de pure poëzie: het gaat niet om l'art pour l'art (de kunst om de kunst) maar om schoonheid, die via de fantasie wordt waargenomen.
Baudelaire wordt beschouwd als de voorloper van het decadentisme. In 1857 verscheen de eerste uitgave van Les Fleurs du mal. Maar in het heersende burgerlijke tijdperk werden Baudelaires gedichten als té vrijmoedig en grensoverschrijdend gezien. Het grootste deel van de oplage werd in beslag genomen, nadat de Minister van Binnenlandse Zaken het  boek als 'een regelrechte belediging van de wetten die het geloof en de moraal beschermen' had betiteld. Uiteindelijk werden zes gedichten uit de bundel verboden, omdat ze 'obscene of immorele uitdrukkingen bevatten' en 'kwetsend voor de eerbaarheid' zouden zijn. Baudelaire en zijn uitgever moesten een boete betalen. Hoewel Baudelaire in de nasleep daarvan een periode van creativiteit kende - er kwam een tweede druk zonder de zes verboden gedichten, maar mét een heleboel meer - voelde hij zich bitter, zwaar teleurgesteld en bij tijd en wijle wanhopig. 
In 1864 vestigde hij zich te Brussel, waar hij zijn verzameld werk hoopte uit te geven, inclusief de gedichten die in Frankrijk verboden waren. Toen dat niet lukte, schreef hij in zijn verbittering het pamflet Pauvre Belgique!
 In 1869 verscheen de bundel Le spleen de Paris waarin vijftig prozagedichten staan afgedrukt.
Tegen het eind van zijn leven leed hij aan stoornissen van het centrale zenuwstelsel, die zich uitten in afasie en verlammingsverschijnselen, ten gevolge van syfilis. Baudelaire stierf op 46-jarige leeftijd in Parijs.

## Betekenis voor de literatuur
Baudelaire wordt als een van de belangrijkste dichters van de Franse literatuur in de 19e eeuw beschouwd en als de grondlegger van het modernisme in de literatuur. Doorgaans wordt hij tot de symbolisten gerekend, maar in feite bevindt hij zich op een kruispunt van alle stromingen van die eeuw. Er zijn zowel duidelijke elementen uit de romantiek als uit het realisme te vinden, net zo goed als dat de 20e-eeuwse stromingen een doorontwikkeling zijn van zijn werk.
Een van de symbolistische trekken van zijn werk is het samensmelten van de vorm en de inhoud. De klanken van zijn gedichten verlopen alle ritmisch en in overeenstemming met wat de inhoud over probeert te brengen. Dit ziet men terug in zijn meesterwerk Les Fleurs du mal, maar ook in een werk als Le Spleen de Paris.

### Geselecteerde werken
- 1845-1859 Salons
- 1847 La Fanfarlo
- 1851 Du vin et du haschisch
- 1851-1862 Journaux intimes
- 1857 Les Fleurs du mal
- 1860 Les Paradis artificiels
- 1868 Curiosités esthétiques
- 1862 Réflexions sur quelques-uns de mes contemporains
- 1862 Richard Wagner et Tannhaüser à Paris
- 1862 Petits poèmes en prose ofwel Le Spleen de Paris
- 1863 Le Peintre de la vie moderne
- 1863 L'œuvre et la vie d'Eugène Delacroix
- 1864 Mon cœur mis à nu
- 1867 Fusées
- 1869 L'art romantique

### Vertalingen

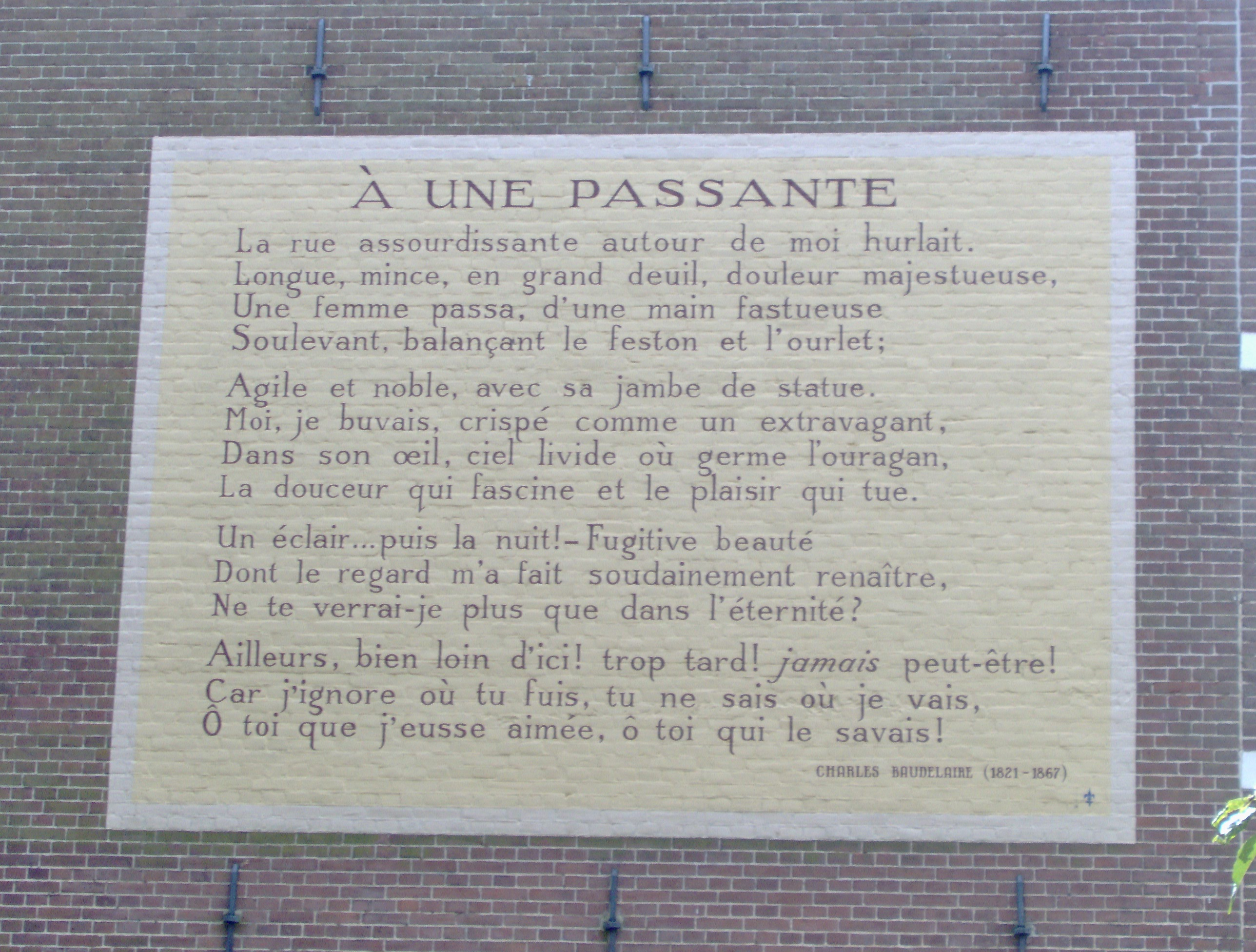
Gedicht À une passante op een muur in Leiden, Zoeterwoudsesingel 55

- De bloemen van den booze, vert. Bert Decorte, Orion, 1946
- Onechte paradijzen: opium en hasjiesj, vert. Rein Bloem, Meulenhoff, 1971
- Arm België, vert. Joyce & Co, Arbeiderspers, 1975
- Het Spleen van Parijs, kleine gedichten in proza, vert. Jacob Groot, De Bezige Bij, 1980; geheel herziene editie, Voetnoot, 2021.
- Charles Baudelaire, Les Fleurs du Mal. Een bloemlezing. Tweetalige editie. Vertaald door Petrus Hoosemans. Baarn: Ambo, 1986.
- De bloemen van het kwaad, vert. Menno Wigman, Buissant, 1989 en Prometheus, 2021.
- De Salon van 1859, vert. Anneke Pijnappel, Voetnoot, 1990
- De Salon van 1846, vert. Frans van Woerden, Voetnoot, 1990
- De schilder van het moderne leven, vert. Maarten van Buuren, Voetnoot, 1992
- De Wereldtentoonstelling van 1855, vert. Frans van Woerden, Voetnoot, 1992
- De Salon van 1845, vert. Jan Pieter van der Sterre, Voetnoot, 1994
- De bloemen van het kwaad, vert. Peter Verstegen, Van Oorschot, 1995
- De bloemen van het kwaad, vert. Petrus Hoosemans, Historische Uitgeverij, 1995
- Wenken voor jonge letterkundigen, vert. Rokus Hofstede, Voetnoot, 2004
- De reis, vert. Paul Claes, Avalon Pers, 2013
- Mijn hart blootgelegd (incl. Flitsen en België uitgekleed), vert. Rokus Hofstede, Voetnoot, 2014
- Zwarte Venus. Vijftig gedichten uit Les Fleurs du Mal, vert. Paul Claes, Athenaeum, 2016
- Mijn hoofd is een zieke vulkaan, brieven. Samenst., vert. en inleiding Kiki Coumans, Arbeiderspers (reeks Privé domein), 2021
- Le Spleen de Paris - Parijse walging - Paris Spleen, vertaald door Hafid Bouazza (Nederlands) en Louise Varèse (Engels), geïllustreerd, voorwoord van Marlene Dumas, Querido, Amsterdam 2022
- De Fanfarlo, Hoogland & Van Klaveren

## Publicaties van werk van Baudelaire door anderen
- Féli Gautier, Charles Baudelaire, carnets 1821-1867, Brussel, 1904.
- Jacques Crépet, Les plus belles pages de Charles Baudelaire : poésie et prose. Choix de J. Crepet, éditions Messein, Parijs, 1950.
- Ainsi parlait Charles Baudelaire, dits et maximes de vie choisis et présentés par Yves Leclair, Arfuyen, 2018.